# Harry Potter y el prisionero de Azkaban (banda sonora)
Harry Potter and the Prisoner of Azkaban: Original Motion Picture Soundtrack es la banda sonora para la película Harry Potter y el prisionero de Azkaban, fue lanzada el 25 de mayo del 2004.
La música fue compuesta por John Williams y a diferencia de la banda sonora de la cámara, en la que Williams había contado con la ayuda de William Ross, esta vez estuvo completamente bajo el liderazgo de Williams.
Fue nominada al Óscar a la mejor banda sonora.

## Compositor

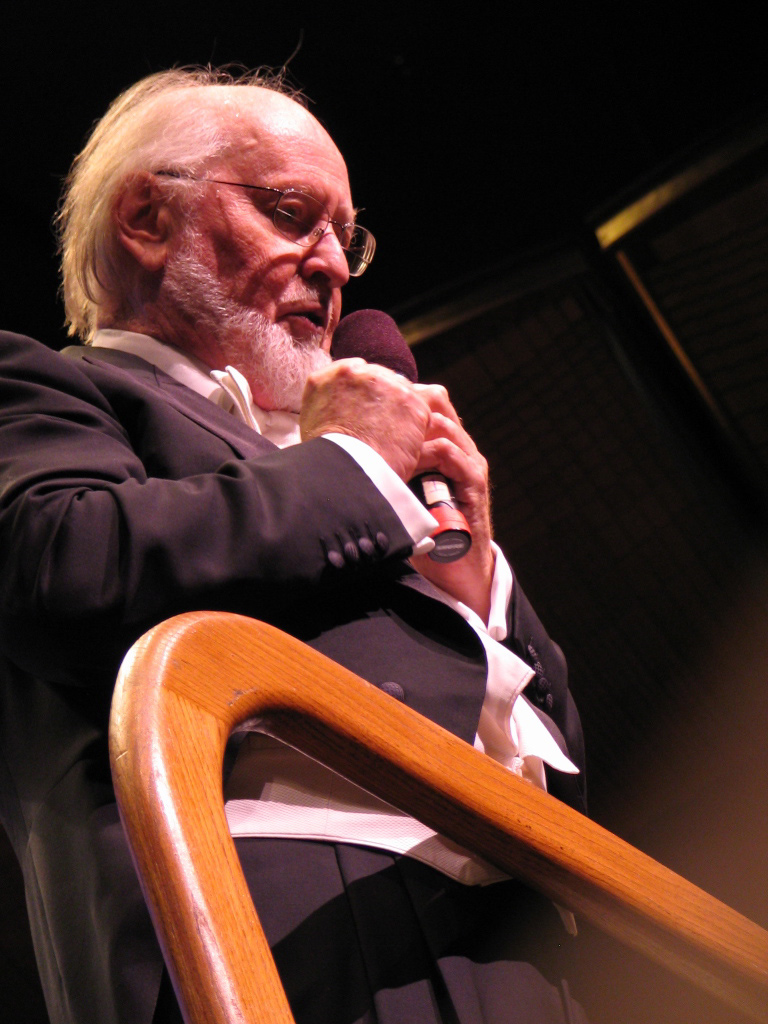
John Williams, el compositor.

John Williams es un compositor estadounidense, nacido el 8 de febrero de 1932. Compuso las primeras tres banda sonoras de Harry Potter, aunque la segunda (Harry Potter y la cámara secreta) contó con gran colaboración de William Ross. Antes de participar en las películas de Harry Potter, compuso entre otras cosas las películas de Star Wars, Indiana Jones, Hook, E.T. y Home Alone (dirigida por Chris Columbus, director de Harry Potter 1 y 2). 
Este compositor ha ganado 5 Oscars y 45 nominaciones para dicho premio y ha compuesto más de 100 bandas sonoras.

## Pistas
1. "Lumos! (Hedwig's Theme)" - 1:38
2. "Aunt Marge's Waltz" - 2:15
3. "The Knight Bus" - 2:52
4. "Apparition on the Train" - 2:15
5. "Double Trouble" - 1:37
6. "Buckbeak's Flight" - 2:08
7. "A Window to the Past" - 3:54
8. "The Whomping Willow and the Snowball Fight" - 2:22
9. "Secrets of the Castle" - 2:32
10. "The Portrait Gallery" - 2:05
11. "Hagrid the Professor" - 1:59
12. "Monster Books and Boggarts!" - 2:26
13. "Quidditch, Third Year" - 3:47
14. "Lupin's Transformation and Chasing Scabbers" - 3:01
15. "The Patronus Light" - 1:12
16. "The Werewolf Scene" - 4:25
17. "Saving Buckbeak" - 6:39
18. "Forward to Time Past" - 2:33
19. "The Dementors Converge" - 3:12
20. "Finale" - 3:24
21. "Mischief Managed!" - 12:10

### Double Trouble
Double Trouble fue compuesta por John Williams durante la producción de la película ya que pensaba que era una cálida bienvenida de regreso a Hogwarts. La canción fue cantada por el London Oratory School Schola.
La letra de esta canción fue sacada directamente de la Escena primera, Acto IV de Macbeth, de William Shakespeare. El estribillo de la canción, tomado de dicha pieza, repite una y otra vez la frase «Double trouble, toil and trouble» («¡Redoblen, redoblen, fatiga y molestia!»).
Actualmente se la puede escuchar en The Wizarding World of Harry Potter como parte de las canciones que canta el coro.

### Generales
- «Track Listing» (en inglés). SoundtrackNet. Consultado el 27 de agosto de 2011.
- «John Williams» (en inglés). IMDb. Consultado el 28 de agosto de 2011.

### Específicas
1. ↑  «Harry Potter and the Prisoner of Azkaban [Original Motion Picture Soundtrack]» (en inglés). Barnes and Noble. Archivado desde el original el 2 de febrero de 2012. Consultado el 27 de agosto de 2011.
2. ↑  «Harry Potter and the Prisoner of Azkaban» (en inglés). Filmtracks. Consultado el 27 de agosto de 2011.
3. ↑  «Academy Awards, USA» (en inglés). IMDb. Consultado el 27 de agosto de 2011.
4. ↑  «John Williams awards» (en inglés). Johnwilliams.org. Archivado desde el original el 31 de marzo de 2009. Consultado el 27 de agosto de 2011.
5. ↑  «Harry Potter y el prisionero de Azkaban» (en inglés). IMDb. Consultado el 27 de agosto de 2011.
6. ↑  «Double Trouble» (en inglés). Lyrics Mania. Consultado el 27 de agosto de 2011.
7. ↑  «Frog Choir» (en inglés). Wizarding World Harry Potter. Archivado desde el original el 12 de octubre de 2011. Consultado el 13 de octubre de 2011.
8. ↑  Frog Choir - Wizarding World of Harry Potter. 2010. Consultado el 13 de octubre de 2011.